# دوغالد ستيوارت (سياسي)
دوغالد ستيوارت هو محامي وقاضي وضابط وسياسي أمريكي، ولد في 26 سبتمبر 1821 في ميدلبوري في الولايات المتحدة، وتوفي بنفس المكان في 23 مارس 1870. نشط حزبياً في الحزب الجمهوري. وقد انتخب عضو مجلس نواب فيرمونت ‏.